# Palaquium vidalii
Palaquium vidalii är en tvåhjärtbladig växtart som beskrevs av Jean Baptiste Louis Pierre och Marcel Marie Maurice Dubard. Palaquium vidalii ingår i släktet Palaquium och familjen Sapotaceae.
Artens utbredningsområde är Filippinerna. Inga underarter finns listade i Catalogue of Life.